# 奥迪Q8
奧迪Q8（Audi Q8）是奧迪在2018年出品的一種大型跨界休旅車。奧迪在2017年11月9日的北美國際車展上首次宣佈將開發Q8，2018年5月在深圳面世。主要的競爭對手為BMW的X6以及賓士GLE Coupe。Q8也使用了與林寶堅尼Urus以及賓利Bentayga同樣的底盤，主打運動化。此车也是目前奥迪在售的旗舰SUV。

## 設計
奧迪Q8是奧迪設計總監馬克·利希特（Marc Lichte）上任後開發的第一款SUV，採用了全新的設計語言。他擴大了水箱蓋，並將其邊框改為八角形。其特征線條的靈感來自1980年代的Audi Quattro。
它的長、高都比Q7短，後備箱也更小，但車體比Q7稍寬。

## 衍生车型
Q8的推出彌補了奧迪在中大型運動SUV上產品的缺失，同時也推出了更加運動的SQ8以及高性能車型RSQ8，其中RSQ8使用了與林寶堅尼Urus相同的動力總成，前者更是一度創下紐伯格林賽道最快SUV的記錄，但後來被同平臺車型保時捷Cayenne Coupe所超越。

## 外部連接
- 官方网站